# محمد عبد الحليم عبد الله
محمد عبد الحليم عبد الله (1913 - 1970)، هو مؤلف وأديب روائي مصري، ولد في 3 فبراير 1913 بقرية كفر بولين مركز كوم حمادة محافظة البحيرة. أصبح أحد رموز الرواية في الأدب العربي الحديث، ومن أكثر الذين تحولت أعمالهم الأدبية إلى أفلام سينمائية بسبب ما تميز به من ثراء في الأحداث والشخصيات والبيئة المحيطة بها... وهي الخصائص التي ميزت أعماله عن سائر الروائيين من جيله. مثل مسلسل لقيطة عن روايته بنفس الاسم وكذلك مسلسل شجرة اللبلاب عن روايته بالاسم نفسه وكذلك مسلسل للزمن بقية، وفيلم الليلة الموعودة وفيلم غصن الزيتون.

## حياته
تخرج في مدرسة «دار العلوم العليا» عام 1937. نُشِرت أول قصة له وهو ما يزال طالبًا في عام 1933، وعمل بعد تخرجه محررًا بمجلة «مجمع اللغة العربية» حتى أصبح رئيسا لتحرير مجلة المجمع، واشتهر بوصفه واحدًا من أفضل كتاب الرواية المعاصرين. توفي بتاريخ 30 يونيو 1970. أُنشِئت مكتبة أدبية باسمه في قريته كفر بولين التابعة لكوم حمادة بمحافظة البحيرة، وأُقيم متحف بجوار ضريحه في قريته، وأبرز ما يوجد في المتحف المخطوطة الأولى لقصته «غرام حائر».

## مؤلفاته
| 1. بعد الغروب 2. شمس الخريف 3. الجنة العذراء 4. للزمن بقية 5. شجرة اللبلاب 6. ألوان من السعادة 7. أشياء للذكرى 8. الباحث عن الحقيقة | 1. البيت الصامت 2. الدموع الخرساء 3. الضفيرة السوداء 4. الماضي لا يعود 5. النافذة الغربية 6. الوجه الآخر 7. الوشاح الأبيض 8. جولييت فوق سطح القمر | 1. حافة الجريمة 2. حلم آخر الليل 3. خيوط النور 4. سكون العاصفة 5. عودة الغريب 6. غصن الزيتون 7. لقيطة 8. ليلة غرام |

كما كتب العديد من القصص القصيرة. ترجم العديد من أعماله إلى اللغات الفارسية، والإنجليزية، والفرنسية، الإيطالية، والصينية، والألمانية، كما تحولت معظم رواياته إلي أفلام سينمائية ومسلسلات تلفزيونية. من أشهر النقاد الذين تناولوا أعماله الأستاذ الدكتور حلمي محمد القاعود في كتابه «الغروب المستحيل».

## كتب ودراسات عنه
- محمد عبد الحليم عبد الله وفن القصة، يوسف نوفل

## الجوائز التي حصل عليها
حصل محمد عبد الحليم عبد الله على عدة جوائز أهمها:
- جائزة المجمع اللغوي عن قصته «لقيطة» عام 1947.
- جائزة وزارة المعارف عن قصة «شجرة اللبلاب» عام 1949.
- جائزة إدارة الثقافة العامة بوزارة المعارف عن روايته «بعد الغروب» عام 1949
- جائزة الدولة التشجيعية عن قصة «شمس الخريف» عام 1953.
- كما أهدى الرئيس الراحل أنور السادات لاسم محمد عبد الله وسام الجمهورية.
- اختار اتحاد الكتاب العرب روايته بعد الغروب ضمن أفضل مئة رواية عربية.

## وصلات خارجية
- محمد عبد الحليم عبد الله في موقع الهيئة العامة للاستعلامات المصرية
- قائمة بكتبه نسخة محفوظة 29 سبتمبر 2007 على موقع واي باك مشين. عن موقع المكتبة أدب وفن نسخة محفوظة 29 سبتمبر 2007 على موقع واي باك مشين.
- محمد عبد الحليم عبد الله على موقع أبجد
- صفحة اقتباسات محمد عبد الحليم عبد الله على موقع أبجد